# Juan de Landa
Juan Pisón Pagoaga y Landa (Mutriku, 27 gennaio 1894 – Mutriku, 18 febbraio 1968) è stato un attore spagnolo.

## Biografia
Nativo dei Paesi Baschi, di corporatura robusta, fin da ragazzo mostrò il suo interesse per lo spettacolo. A dodici anni fuggì alcuni giorni da casa per unirsi a una compagnia di comici ambulanti. Nel 1908 la famiglia si trasferì a Madrid e poi in Sud America, in Paraguay e Argentina. Qui intraprese diversi mestieri e studiò opera lirica. Nei primi anni venti lavorò come tenore e si esibì presso importanti teatri in Italia, Spagna e Germania. Intenzionato a trasferirsi a New York per seguire il soprano Lucrecia Bori, non riuscì a entrare nel Metropolitan Opera House ma gli giunse voce che a Hollywood l'industria del cinema, da poco entrata nell'era del sonoro, aveva bisogno di attori madrelingua per quei film di cui venivano realizzate differenti versioni destinate a diversi paesi. 
Iniziò così a lavorare nel cinema, in America e dal 1931 nel cinema spagnolo. Allo scoppio della guerra civile si trasferì in Italia, dove recitò per Mario Mattoli, Carlo Ludovico Bragaglia, Mario Soldati, Camillo Mastrocinque, Augusto Genina. Tra i suoi ruoli più noti nel cinema italiano, va citato quello drammatico di Giuseppe Bragana in Ossessione (1943) di Luchino Visconti e quello brillante in Hanno rubato un tram, dove interpretò Rossi, un impiegato di un'azienda tranviaria impegnato in scaramucce poco bonarie ma divertenti accanto ad Aldo Fabrizi. 
Quasi sempre doppiato da Mario Besesti, complessivamente apparve in una cinquantina di film e si ritirò nel 1958. Dieci anni dopo, rientrato al paese natale, morì all'età di 74 anni.

## Filmografia

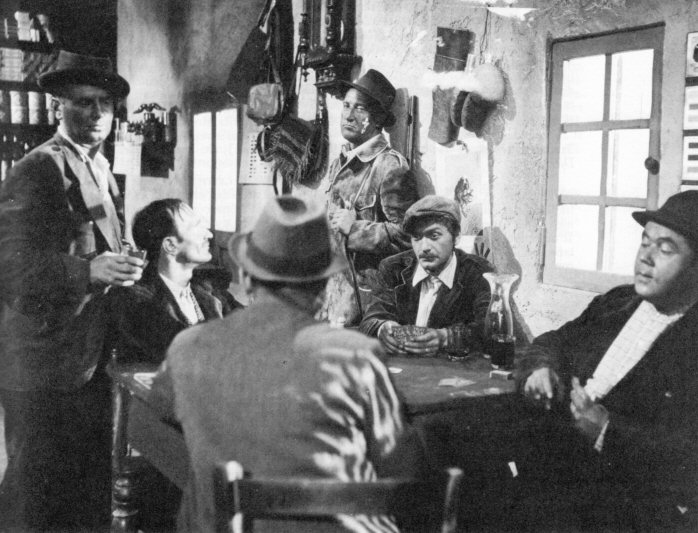
Juan de Landa (all'estrema destra) con Carlo Ninchi e Andrea Checchi in Tragica notte (1942)

- El último de los Vargas, regia di David Howard (1930)
- El valiente, regia di Richard Harlan (1930)
- Carcere (El presidio), regia di Ward Wing (1930)
- De frente, marchen, regia di Salvador de Alberich ed Edward Sedgwick (1930) versione spagnola di Chi non cerca... trova (Free and Easy)
- La fruta amarga, regia di Arthur Gregor e José López Rubio (1931)
- En cada puerto un amor, regia di Carlos F. Borcosque e Marcel Silver - versione in spagnolo di Love in Every Port (1931)
- Su última noche, regia di Carlos F. Borcosque e Chester M. Franklin (1931)
- El proceso de Mary Dugan, regia di Marcel del Sano e Gregorio Martínez Sierra (1931) versione in spagnolo diThe trial of Mary Dugan
- Se ha fugado un preso, regia di Benito Perojo (1934)
- El secreto de Ana Maria, regia di Salvador de Alberich (1936)
- Al margin de la ley, regia di Ignacio F. Iquino (1936)
- Carmen fra i rossi, regia di Edgar Neville (1939)
- Il peccato di Rogelia Sanchez, regia di Roberto de Ribon e Carlo Borghesio (1939)
- L'uomo della legione, regia di Romolo Marcellini (1940)
- Il pirata sono io!, regia di Mario Mattoli (1940)
- La forza bruta, regia di Carlo Ludovico Bragaglia (1941)
- Giuliano de' Medici, regia di Ladislao Vajda (1941)
- Il prigioniero di Santa Cruz, regia di Carlo Ludovico Bragaglia (1941)
- Il re si diverte, regia di Mario Bonnard (1941)
- Oro nero, regia di Enrico Guazzoni (1942)
- Tragica notte, regia di Mario Soldati (1942)
- Ossessione, regia di Luchino Visconti (1943)
- Gran premio, regia di Giuseppe Domenico Musso e Umberto Scarpelli (1943)
- Romanzo d'una donna perduta (Una Mujer Cualquiera), regia di Rafael Gil (1949)
- Alina, regia di Giorgio Pàstina (1950)
- L'edera , regia di Augusto Genina (1950)
- Lebbra bianca, regia di Enzo Trapani (1951)
- Salvate mia figlia, regia di Sergio Corbucci (1951)
- Cento piccole mamme, regia di Giulio Morelli (1952)
- Il sogno di Zorro, regia di Mario Soldati (1952)
- La donna che inventò l'amore, regia di Ferruccio Cerio (1952)
- La figlia del diavolo, regia di Primo Zeglio (1952)
- Redenzione, regia di Piero Caserini (1953)
- Capitan Fantasma, regia di Primo Zeglio (1953)
- Il tesoro dell'Africa (Beat the Devil), regia di John Huston (1953)
- Hanno rubato un tram, regia di Aldo Fabrizi (1954)
- Un angelo è sceso a Brooklyn (Un angel pasó por Brooklyn), regia di Ladislao Vajda (1957)
- Quattro alla frontiera (Cuatro en la frontera), regia di Antonio Santillán (1958)

## Doppiatori italiani
- Mario Besesti in Il peccato di Rogelia Sanchez, La forza bruta, Giuliano de' Medici, Il prigioniero di Santa Cruz, Il re si diverte, Ossessione, Il sogno di Zorro, Capitan Fantasma, L'edera, Alina
- Amilcare Pettinelli in Tragica notte
- Carlo Romano in Hanno rubato un tram
- Giorgio Capecchi in Un angelo è sceso a Brooklyn